# Buruwai jezik
Buruwai jezik (asianara, asienara, karufa, madidwana, sabakor, sebakoor; ISO 639-3: asi), jezik transnovogvinejske porodice, uže skupine Asmat-Kamoro, podskupine Sabakor, koji se govori na jugu poluotoka Bomberai uz jugozapadnu obalu zaljeva Kamrau Bay u selima Yarona, Kuna, Esania, Marobia, Guriasa, Tairi, Hia i Gaka, na indonezijskom dijelu velikog otoka Nova Gvineja.
Njime se služi 1 000 ljudi (2000).

## Vanjske poveznice
- Ethnologue (14th)
- Ethnologue (15th)
- Buruwai